# Аргутинский-Долгоруков, Владимир Николаевич

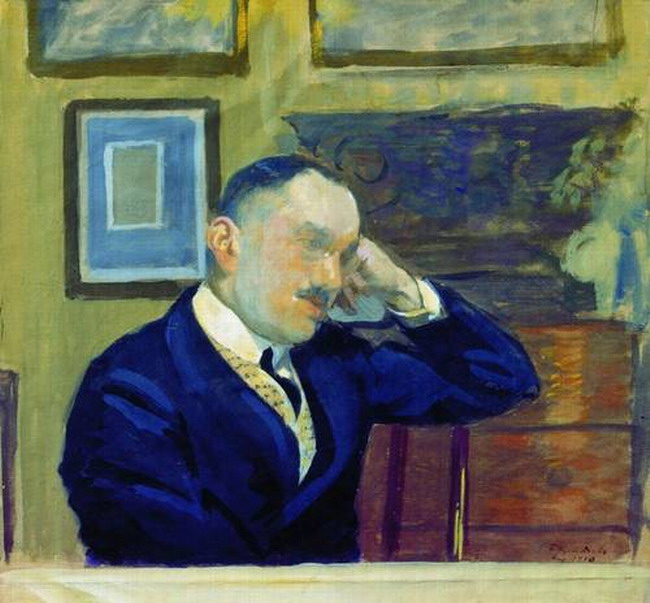
Б. М. Кустодиев. Портрет князя В. Н. Аргутинского-Долгорукова (1910)

Владимир Николаевич Аргутинский-Долгоруков (24 марта (5 апреля) 1874, Тифлис — 9 декабря 1941, Париж) — российский дипломат, знаток искусства, коллекционер, меценат.

## Биография
Происходил из армянского княжеского рода.
Окончил юридический факультет Санкт-Петербургского университета и Кембриджский университет. В годы учёбы познакомился с А. П. Чеховым, которому посылал на отзыв свои рассказы.
В 1898—1912 годах состоял на дипломатической службе. В качестве секретаря посольства в Париже способствовал организации «Русских сезонов» Сергея Дягилева.
Дружил с ведущими членами «Мира искусства».
Собрал крупную коллекцию картин, рисунков, фарфора и других предметов искусства и старины.
С 1907 года сотрудничал с Музеем Старого Петербурга при Обществе архитекторов-художников, одновременно возглавлял специальную комиссию по изучению и описанию Санкт-Петербурга, в состав которой входили А. Бенуа, И. Фомин, В. Покровский, Н. Врангель, Н. Лансере, В. Курбатов, В. Щуко, П. Вейнер, А. Гауш.
В 1910 году вошёл в состав Общества защиты и сохранения в России памятников искусства и старины. Член совета Русского музея.
В 1918—1919 годах — хранитель отдела рисунков и гравюр Эрмитажа.
В 1918 году передал многие работы из своей коллекции Эрмитажу и Русскому музею.
В 1921 году эмигрировал во Францию, где продолжал заниматься собирательством. Был членом-учредителем Общества друзей Русского музея (1930), членом Центрального Пушкинского комитета в Париже (1935—1937).
В 1937 году предоставил материалы для парижской выставки «Пушкин и его эпоха». В 1934 году подарил Музею Лувра рисунки художника XVII века Гийеро.
Похоронен на кладбище Сент-Женевьев-де-Буа  в Париже.

## Личная жизнь
Был дружен с П. И. Чайковским, его братом Модестом и его племянником Владимиром «Бобом» Давыдовым. В последние годы жизни Пётра Ильича Чайковского молодой Владимир Аргутинский-Долгоруков («Арго») вместе с родными композитора - братом Модестом и племянником «Бобом» составляли тесный кружок, в шутку прозвавший себя «четвёртой сюитой».